# Język północnokhmerski
Język północnokhmerski – odmiana języka khmerskiego, używana przez około 1,4 mln osób w północno-wschodniej Tajlandii, zwłaszcza w prowincjach Surin, Sisaket, Buriram i Khorat. Język ten ma wiele wzajemnie zrozumiałych dialektów, lecz jest trudno zrozumiały dla użytkowników centralnego języka khmerskiego z Kambodży. Z tego względu bywa często klasyfikowany jako odrębny język.